# Jean-Antoine Chaptal
Jean-Antoine Chaptal (Saint-Pierre-de-Nogaret, 4 giugno 1756 – Parigi, 30 luglio 1832) è stato un chimico francese.

## Biografia
Ha lavorato principalmente sugli acidi minerali, soda e altre sostanze chimiche. In Élémens de Chymie (pubblicato nel 1790), coniò una nuova denominazione per il gas conosciuto allora come "azoto" o "aria mefitica" ovvero la parola nitrogène, denominata dal niter (detto anche salnitro, un composto minerale del nitrato di potassio), che era necessario per la produzione dell'acido nitrico. Il nuovo termine di Chaptal per il gas è stato assorbito nella parola inglese per "azoto" ovvero "nitrogen".
Come Ministro degli interni del Consolato si occupò di arte e di musei. A lui si deve il decreto istitutivo del Museo di belle arti di Marsiglia del 1801.
Il suo nome è inciso sulla Torre Eiffel.

## Araldica
|  |

|  |